# Lütfiyar İmanov
Lütfiyar Müslüm oğlu İmanov (eingedeutscht Lütfijar Imanow; * 17. April 1928 in Sabirabad, Aserbaidschanische SSR, UdSSR; † 21. Januar 2008 in Baku, Republik Aserbaidschan) war ein aserbaidschanisch-sowjetischer Opernsänger, Musikpädagoge und Volkskünstler der UdSSR.

## Biographie
Bereits im Schulalter zeigte İmanov großes Interesse an der Kunst und begann die berufliche Laufbahn 1943 als Schauspieler im Staatlichen Dramatischen Theater von Sabirabad. Im Alter von 18 Jahren leitete er eine kleine Theatergruppe. Ab 1948 wurde er zum künstlerischen Leiter des Kulturhauses von Sabirabad.

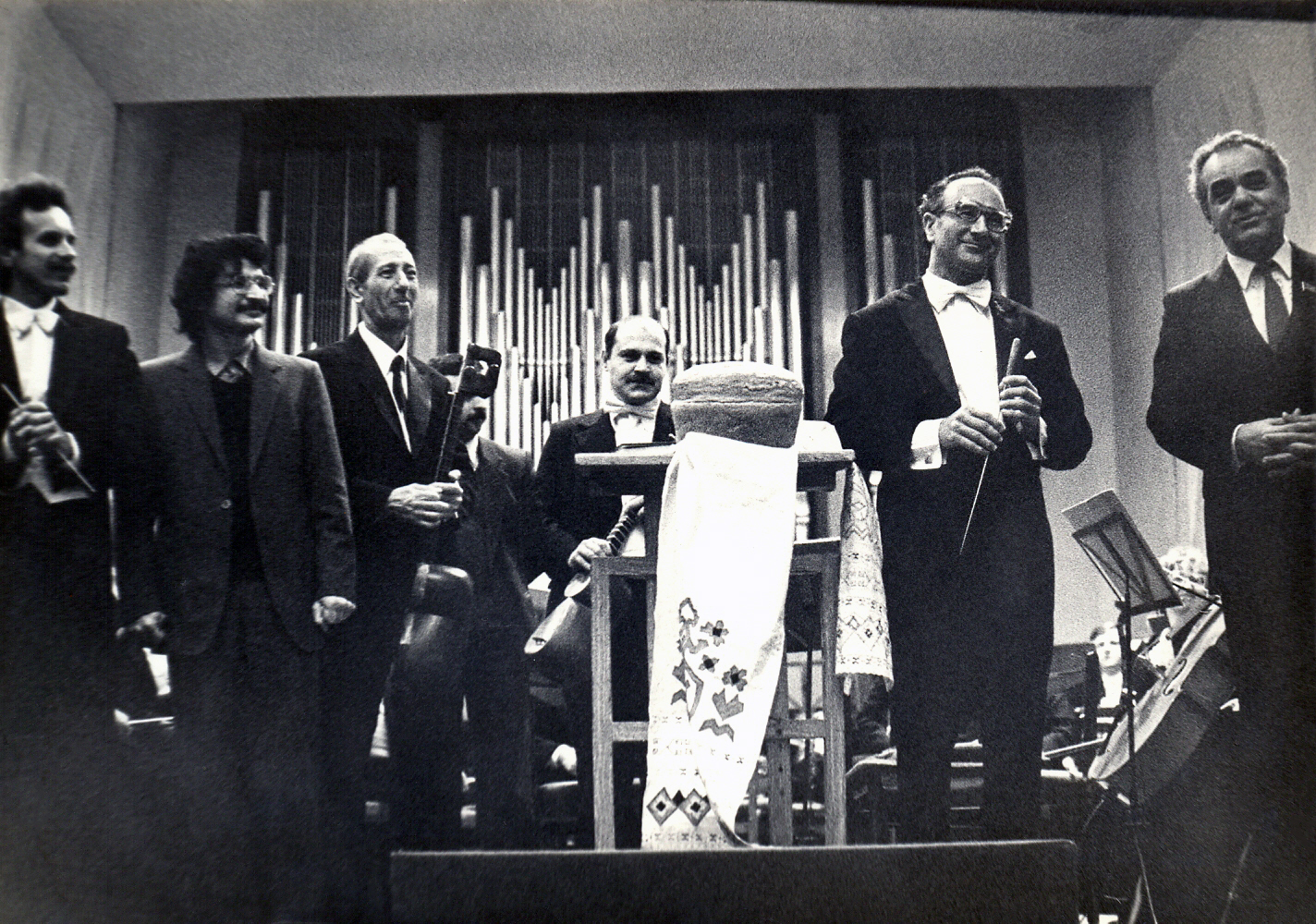
Lütfiyar İmanov (ganz rechts im Bild) während einer Tournee in Barnaul (1985)

Zu Beginn der 1950er Jahre zog İmanov nach Baku und absolvierte im Jahr 1957 die Asəf-Zeynallı-Musikhochschule (heute das Musikkolleg des Aserbaidschanischen Nationalkonservatoriums). Eine weitere musikalische Ausbildung erwarb er 1968 von der Staatlichen Universität für Kultur und Kunst von Aserbaidschan.
İmanov war von 1954 bis 1956 Solist des Aserbaidschanischen Fernseh- und Rundfunkchors und trat zwischen 1956 und 1957 im Staatlichen Varieté-Orchester Aserbaidschans auf. Parallel war er bis 1959 im Staatlichen Musikalischen Komödien-Theater des Landes tätig. Von 1958 bis zu seinem Tod arbeitete İmanov als Solist des Aserbaidschanischen Staatlichen Akademischen Opern- und Balletttheaters.
1965 durchlief İmanov Weiterbildungskurse im Bolschoi-Theater und 1975 in der Mailänder Scala (genannt auch als Teatro alla Scala).
Ab 1968 spielte İmanov Hauptrollen in mehr als 30 verschiedenen Opern. Er trat in vielen Konzerten auf und sang unter anderem aserbaidschanische Volkslieder.
İmanov ging auch einer pädagogischen Tätigkeit nach. In der Sowjetzeit lehrte er am Aserbaidschanischen Staatskonservatorium (heute Musikakademie Baku), später von 1991 bis 1995 an den Operntheatern von Istanbul und Izmir.
Von 1980 bis 1985 saß İmanov als Abgeordneter im Obersten Sowjet der Aserbaidschanischen SSR.
İmanov starb am 21. Januar 2008 in Baku und wurde dort auf der Ehrenallee (Fəxri Xiyaban) beigesetzt.

## Auszeichnungen
İmanov wurde während seiner musikalischen Laufbahn mehrfach ausgezeichnet. So wurden ihm unter anderem die Medaillen Verdienter Künstler der Aserbaidschanischen SSR (1959), Volkskünstler der Aserbaidschanischen SSR (1967) und Volkskünstler der UdSSR (1977) verliehen.